# Opération Crimp
Guerre du Viêt Nam
Batailles
L'opération Crimp (également connue comme la bataille de Ho Bo Woods) est un engagement entre les forces armées américaines et australiennes et les forces armées vietcongs lors de la guerre du Viêt Nam qui se déroule du 8 au 14 janvier 1966.

### Articles
- (en) « Vast tunnel system found », The New York Times,‎ 10 janvier 1966, p. 3 (lire en ligne, consulté le 27 mai 2010)
- (en) « Viet Cong feel pinch of Operation Crimp », The Evening Independent,‎ 11 janvier 1966, p. 10 (lire en ligne, consulté le 27 janvier 2010)
- (en) Peter Arnett, « Widow, Viet Cong officer remembers death tunnels », The Dispatch,‎ 14 octobre 1977, p. 4 (lire en ligne, consulté le 27 mai 2010)
- (en) Thomas Faley, « Operation Marauder: Allied Offensive in the Mekong Delta », Vietnam, vol. 11, no 5,‎ 1999, p. 34–40 (ISSN 1046-2902)
- (en) Lex McAulay, « Found and Lost: The Buried Secrets for Victory in Vietnam? », Vietnam, vol. 20, no 3,‎ 2007, p. 28–35 (ISSN 1046-2902)
- (en) Charles Mohr, « Vietcong eluding two allied sweeps: Big forces find few foe—Koreans kill nearly 200 », The New York Times,‎ 11 janvier 1966, p. 3 (lire en ligne, consulté le 27 mai 2010)
- (en) Patricia Sullivan, « Robert Haldane, 83, His unit discovered the Cu Chi Tunnels », Washington Post,‎ 10 mars 2008, B06 (lire en ligne, consulté le 20 septembre 2009)

### Ouvrages
- (en) Cheng Ang, The Vietnam War from the Other Side : the Vietnamese Communists' Perspective, Londres, Routledge, 2002 (ISBN 0-7007-1615-7)
- (en) James Bradley, The 173rd Airborne Brigade : Sky Soldiers, Nashville, Tennessee, Turner Publishing Company, 2006 (ISBN 1-59652-016-7)
- (en) Bob Breen, First to Fight : Australian Diggers, NZ Kiwis and US Paratroopers in Vietnam, 1965–66, Nashville, Tennessee, The Battery Press, 1988 (ISBN 0-89839-126-1)
- (en) John Carland, Stemming the Tide : May 1965 to October 1966, Washington, D.C., Center of Military History, US Army, 2000 (ISBN 1-931641-24-2)
- (en) Chris Coulthard-Clark, The Encyclopaedia of Australia's Battles, Crows Nest, New South Wales, Allen and Unwin, 2001 (ISBN 1-86508-634-7)
- (en) Peter Dennis, Jeffrey Grey, Ewan Morris, Robin Prior et Jean Bou, The Oxford Companion to Australian Military History, Melbourne, Victoria, Oxford University Press, 2008, 634 p. (ISBN 978-0-19-551784-2)
- (en) Paul Ham, Vietnam : The Australian War, Sydney, New South Wales, Harper Collins, 2007, 814 p. (ISBN 978-0-7322-8237-0)
- (en) Duty First : A History of the Royal Australian Regiment, Crows Nest, New South Wales, Allen and Unwin, 2008, 526 p. (ISBN 978-1-74175-374-5)
- (en) Ian Kuring, Redcoats to Cams : A History of Australian Infantry 1788–2001, Loftus, New South Wales, Australian Military Historical Publications, 2004, 571 p. (ISBN 1-876439-99-8)
- (en) Sandy MacGregor et Jimmy Thomson, No Need for Heroes : The Aussies Who Discovered the Viet Cong's Secret Tunnels, Lindfield, New South Wales, CALM, 1993, 272 p. (ISBN 0-646-15167-3)
- (en) Tom Mangold et John Penycate, The Tunnels of Cu Chi, Londres, Pan Books, 1985, 287 p. (ISBN 0-330-29191-2, OCLC 13825759)
- (en) Lex McAulay, Blue Lanyard, Red Banner : The Capture of a Vietcong Headquarters by 1st Battalion The Royal Australian Regiment Operation CRIMP 8–14 January 1966, Maryborough, Queensland, Banner Books, 2005, 245 p. (ISBN 1-875593-28-4)
- (en) Ian McNeill, To Long Tan : The Australian Army and the Vietnam War 1950–1966, vol. Volume Two, St Leonards, New South Wales, Allen and Unwin, 1993, 614 p. (ISBN 1-86373-282-9)
- (en) Hoang Van Thai et Tran Van Quang, Victory in Vietnam : The Official History of the People's Army of Vietnam, 1954–1975, translated by Merle L. Pribbenow, Lawrence, Kansas, University Press of Kansas, 2002 (1re éd. 1988), 494 p. (ISBN 0-7006-1175-4)